# Sturmgeschütz-Brigade 200
De Sturmgeschütz-Abteilung 200 (Feld) / Sturmgeschütz-Brigade 200 (Feld)  was tijdens de Tweede Wereldoorlog een Duitse Sturmgeschütz-eenheid van de Wehrmacht ter grootte van een afdeling, uitgerust met gemechaniseerd geschut. Deze eenheid was een zogenaamde Heerestruppe, d.w.z. niet direct toegewezen aan een divisie, maar ressorterend onder een hoger commando, zoals een legerkorps of leger.
Deze Sturmgeschütz-eenheid kwam in actie aan het westfront gedurende het grootse deel van zijn bestaan, en was alleen kort in begin 1945 in actie in Pommeren. Deze eenheid was bijzonder in zijn soort, aangezien hij gedurende lange tijd deel uitmaakte van een pantserdivisie en daarnaast gebruik maakte van buitgemaakte en daarna aangepast voertuigen.

## Krijgsgeschiedenis

### Sturmgeschütz-Abteilung 200 (Feld)

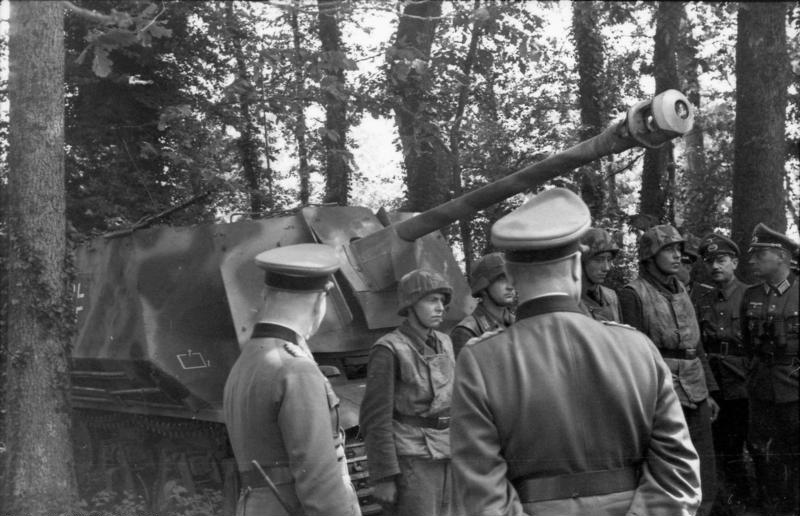
Generalfeldmarschall Erwin Rommel op bezoek in mei 1944

De Sturmgeschütz-Abteilung 200 (Feld) werd in juli 1943 opgericht in Parijs uit delen van de gepantserde artilleriebrigade bij OB West met vier batterijen. De Abteilung bestond uit Britse, Franse en Nederlandse buitgemaakte tanks, maar was desondanks een krachtige gevechtseenheid.
Op 14 februari 1944 werd de Abteilung in omgedoopt in Sturmgeschütz-Brigade 200 (Feld).

### Sturmgeschütz-Brigade 200 (Feld)
De omdoping in Sturmgeschütz-Brigade betekende echter geen organisatorische verandering, de samenstelling bleef gelijk.
De brigade was uitgerust met de 7.5 cm PaK 40 auf 39H(f) en de 10.5 cm PzFH 18 auf 39H(f) en kwam voor het eerst in actie onder bevel van de 21e Pantserdivisie rond Caen. Daarna volgden zware gevechten langs het Normandische bruggenhoofd en bij de doorbraak bij Avranches. De brigade trok daarna terug naar de Eifel, waar een opfrissing volgde. Tijdens het Ardennenoffensief ressorteerde de Abteilung onder de Führerbegleit-Brigade. De brigade, die intussen met Duitse Sturmgeschützen uitgerust was, nam deel aan de gevechten rond Sankt Vith en Bastogne. Deze acties leden stevig onder de brandstof-krapte. Na de terugtocht naar de Westwall had de brigade alle batterij-commandanten verloren. De brigade werd naar Pommeren verplaatst en nam deel aan de gevechten om Reetz en Arnswalde als onderdeel van de Führerbegleit-Divisie.

### Einde
In februari 1945 werd de Sturmgeschütz-Brigade 200 (Feld)  omgedoopt in schwere Panzerjäger-Abteilung 673, en werd daarmee deel van de pantsertroepen en niet meer Sturmartillerie.

## Samenstelling
- Staf
- 1e Batterij
- 2e Batterij
- 3e Batterij
- 4e Batterij

Er was een 5e Batterij nog in training op 6 juni 1944. Deze werd gebruikt als reserve en kwam pas in juli ook in actie. Ook een 6e Batterij werd opgericht, die echter gebruikt werd als vervangings-pool.

## Commandanten
| Rang       | Naam              | Begin            | Eind          |
| ---------- | ----------------- | ---------------- | ------------- |
| Major d.R. | Alfred Becker     | juli 1943        | november 1944 |
| Hauptmann  | Anton Wickelmaier | 27 november 1944 | februari 1945 |